# Myrophis platyrhynchus
Myrophis platyrhynchus är en fiskart som beskrevs av Breder 1927. Myrophis platyrhynchus ingår i släktet Myrophis och familjen Ophichthidae. Inga underarter finns listade i Catalogue of Life.